# 保亭花
保亭花（学名：Wenchengia alternifolia）为唇形科保亭花属下的一个种。

## 扩展阅读
- 維基物種上的相關：保亭花